# Matthias Koenen
Matthias Koenen, ou Mathias Koenen, est un ingénieur civil allemand, né à Bedburg le 3 mars 1849, et mort à Berlin le 26 décembre 1924 .
Il est considéré en Allemagne comme le fondateur allemand de la technologie des constructions en béton armé.

## Biographie
En 1879 il est reçu comme ingénieur civil comme contrôleur dans l'administration prussienne de la construction. En 1885, avec cette administration il a la responsabilité de la construction du Reichstag de Berlin édifié suivant les plans de l'architecte Paul Wallot. Gustav Adolf Wayss, ingénieur berlinois et entrepreneur qui avait obtenu les droits d'usage du brevet de Joseph Monier pour le béton armé de Conrad Freytag (de), insiste auprès de Matthias Koenen pour employer ce nouveau matériau pour la première fois à grande échelle en arguant de sa résistance au feu. Il a dirigé un bureau d'études à Berlin qui traitait des constructions difficiles.
Matthias Koenen publie dans le numéro du 20 novembre 1886 dans le Centralblatt der Bauverwaltung (Journal de l'administration des travaux publics) un article sur la conception des dalles en béton armé (« Grundgedanken der Bemessung ») proposant une méthode empirique de dimensionnement des armatures. Il montre que le fer enrobé de ciment ne permettait pas seulement à protéger de l'eau ou du feu mais qu'il constituait un nouveau matériau
En 1887, Gustav Adolf Wayss publie la brochure Das System Monier, Eisengerippe mit Zementumhüllung (Le système Monier, armatures de fer enrobé de ciment). Comme ingénieur de l'administration, Koenen a participé aux essais de résistance du béton armé que Wayss a réalisés à plus grande échelle. Koenen a pu ainsi créer avec Wayss les premières règles de calcul des poutres en béton armé. Ces connaissances ont été accrues, après 1890, grâce aux recherches d'autres ingénieurs comme Emil Mörsch. Les études scientifiques ont permis de développer progressivement les normes et les règles de calcul. Le béton armé (d'abord appelé Eisenbeton - béton avec fers - maintenant connu sous le nom de Stahlbeton - béton armé) a gagné de plus en plus d'importance.
En plus de son enseignement, Koenen a été directeur technique de Beton- und Monierbau AG, anciennement GA Wayss & Co, qu'il a rejoint comme directeur en 1891.
En 1898, il est membre fondateur de l'Association allemande du béton.
En 1907, il a proposé de faire les premières expériences recherches à la Technischen Hochschule de Stuttgart sur du béton armé de barres d'acier mis en tension. Ces recherches vont se montrer inefficaces car la faible tension possible de ces armatures (60 N/mm²) était insuffisante vis-à-vis des effets du retrait et du fluage. En 1908, il est reçu docteur Honoris causa de l'Université technique de Dresde.
Matthias Koenen a fait paraître un article en 1921 dans lequel il décrit comment il a expliqué avec Joseph Monier l'arrangement du fer dans le béton.
Max Förster a écrit en 1929 dans son avis de décès de Koenen qu'il était un «excellent ingénieur et un concepteur de talent ».

## Publication
- Grundzüge der statischen Berechnung der Beton- und Eisenbetonbauten, Berlin, 1912
- Zur Entwicklungsgeschichte des Eisenbetons –Persönliche Erinnerungen, dans Der Bauingenieur 2, 1921